# HD102454
HD102454 — хімічно пекулярна зоря спектрального класу B9, що має видиму зоряну величину в смузі V приблизно  7,3.
Вона  розташована на відстані близько 1655,6 світлових років від Сонця.

## Пекулярний хімічний склад
Зоряна атмосфера HD102454 має підвищений вміст 
Si
.